# 東北医科薬科大学
東北医科薬科大学（とうほくいかやっかだいがく、英語: Tohoku Medical and Pharmaceutical University）は、宮城県仙台市青葉区小松島四丁目4番1号に本部を置く日本の私立大学。1939年創立、1949年大学設置。大学の略称は東北医薬大およびTMPU。

## 概観

### 大学全体
仙台には第二高等学校→仙台医学専門学校医学部薬学科が薬学教育機関として存在していたが、1917年（大正6年）に仙台医専薬学科が閉鎖されると東北から北海道にかけて薬学教育機関が空白となってしまった。これを打開するため仙台医専関係者と東北中学校長だった五十嵐豊吉が中心となって、1939年に「東北地方の薬学教育・研究の先導的役割」東北薬学専門学校を設置。学制改革による新制大学への転換を経て、1959年に日本の私立薬科大学で当時は唯一の附属癌研究所を、1962年に私立薬科大学で初の大学院をそれぞれ設置した。2016年に医学部を開設し、東北薬科大学から東北医科薬科大学に改称した。

### 医学部設置へ
日本政府は1980年代から政策で医師数を抑制し、2003年に文部科学省が医学部の新設禁止を告示した。2011年に発生した東日本大震災を受けて、東北地方の医師不足の対応と被災地復興の支援のため、東北地方で1校に限り医学部新設を認める方針を打ち出した。
この動きを受けて東北薬科大学は2013年10月11日、医学部の設置を目指す意向を表明した。同大の高柳元明学長は、設置に確信していたが、宮城県は仙台厚生病院と栗原市からの協力要請で宮城大学へ医学部開設（若しくは、宮城県立の医科大学開設）計画を文部科学省に申請し、福島県郡山市の総合南東北病院などを運営する一般財団法人脳神経疾患研究所も医学部新設を計画した。
2014年8月28日、東北地方に医学部を新設する構想で、文部科学省の構想審査会は、東北薬科大が改称して設立する「東北医科薬科大学」（仙台市）を選定したと発表した。2015年3月31日に東北薬科大が文部科学省に医学部の設置認可を申請した。2016年4月の開設をめざし、キャンパスは宮城野区に所在する東北薬科大学病院の隣接地を買収や賃借して整備し 、医学部の学費が6年間で3400万円となる見込みで、学生定員は100人、教員医師は183人の採用を予定している。
2016年4月1日、医学部を新設した上で東北医科薬科大学に改称。同日付で、東北薬科大学病院も東北医科薬科大学病院に改称、加えて、東日本電信電話から取得したNTT東日本東北病院（若林区、199床）は東北医科薬科大学若林病院に改称した。
医学部は震災を受けて開学を認められた経緯から、地域医療への貢献に重点を置いている。1学年100人のうち55人を奨学金枠として、6年間で3000万円程度の学費を減免し、医師国家試験合格後8 - 10年間は大学が指定する東北地方の医療機関のいずれかに勤務する条件である。地域医療ネットワーク病院（19カ所）、関連教育病院（東北労災病院と国立病院機構仙台医療センター）などと連携して医療現場での臨床実習などを行うほか、被災地訪問や災害医療教育を教育に取り入れている。

## 沿革

### 年表
- 1939年 - 東北薬学専門学校設立。
- 1949年 - 新制大学へ移行、東北薬科大学設立（薬学部薬学科）。
- 1962年 - 大学院修士課程開設（薬学研究科）。
- 1964年 - 大学院博士課程開設（薬学研究科）。
- 1965年 - 衛生薬学科増設。
- 1971年 - 製薬学科増設。
- 2006年 - 学科を再編、六年制の薬学科と四年制の生命薬科学科の二学科体制へ移行。
- 2013年 - 附属病院として東北薬科大学病院(旧・東北厚生年金病院より改称)を設置[18]。
- 2016年4月1日  -  医学部を開設、これに伴い「東北薬科大学」から「東北医科薬科大学」、「東北薬科大学病院」を「東北医科薬科大学病院」へ改称。
- 2016年4月1日  - 「東北医科薬科大学若林病院」開設。
- 2017年3月 - 宮城大学と「連携協力に関する協定」締結
- 2017年9月1日  - 「東北医科薬科大学名取守病院」開設。
- 2019年 - 東北医科薬科大学病院 新大学病院棟（地上 8 階建 15,073.82 ㎡）完成
- 2020年（令和2年）8月 - 東北医科薬科大学名取守病院閉院
- 2022年（令和4年）4月 - 大学院医学研究科（4年制、医学博士）開設[19]

## 基礎データ

### 所在地
- 小松島キャンパス（宮城県仙台市青葉区小松島4-4-1）
- 福室キャンパス (宮城県仙台市宮城野区福室1丁目15-1)

### 象徴
- 校歌は、作詞が土井晩翠、作曲が信時潔である。
- 創立記念日は5月20日である。

## 教育および研究

### 組織

#### 学部
- 医学部
  - 医学科
- 薬学部
  - 薬学科（六年制）
  - 生命薬科学科（四年制）

#### 大学院
- 薬学研究科
  - 薬学専攻　博士課程：4年課程
  - 薬科学専攻　博士前期課程：2年課程
  - 薬科学専攻　博士後期課程：3年課程

#### 附属機関
- 研究所
  - 分子生体膜研究所
- ハイテク・リサーチ・センター
- 附属薬用植物園

##### 附属病院
- 東北医科薬科大学病院 （旧 東北厚生年金病院）
- 東北医科薬科大学若林病院　（旧 NTT東日本東北病院）
- 東北医科薬科大学名取守病院 　（旧 医療法人社団健守会守病院）2020年8月閉院

### 研究

#### 私立大学学術研究高度化推進事業
- ハイテク・リサーチ・センター整備事業
  - 創薬研究センター（2005年度採択）

## 大学関係者と組織

### 大学関係者一覧
- 東北医科薬科大学の人物一覧

## 対外関係

### 他大学との協定
- 学都仙台コンソーシアム
- 放送大学[20]

## 公式サイト
- 東北医科薬科大学